# Friends of Lulu
Friends of Lulu (FoL) fue una asociación caritativa nacional sin fines de lucro, ubicada en Estados Unidos, fundada para promover la lectura de cómics por parte de mujeres y la participación de las mujeres en la industria del cómic. Estuvo operativa desde 1994 hasta 2011. Además creó los Premios Lulu y se encargó del Salón de la Fama de las Mujeres Caricaturistas.

## Historia
A principios de la década de 1990, las profesionales del cómic Trina Robbins, Heidi MacDonald, Deni Loubert, Anina Bennett, Liz Schiller y Jackie Estrada se unieron para compartir frustraciones, información y aspiraciones de las mujeres en la industria del cómic dominada por los hombres. En ese momento, había aproximadamente 20 mujeres escribiendo y dibujando profesionalmente en medio de cientos de homólogos masculinos; además, entre el 90% y el 95% de los lectores de cómics eran hombres.
A la primera reunión informal de FoL, realizada en la edición de 1993 de WonderCon en Oakland, asistieron Robbins, MacDonald, Loubert, Bennett, Schiller y Estrada.  Friends of Lulu se formó oficialmente en 1994; entre otros motivos, a causa del concurso de imitaciones de Cherry Poptart, patrocinado por la Convención Internacional de Cómics de San Diego.  Comenzó como una asociación de prensa amateur que duró tres números. El logotipo fue creado por MacDonald.  La membresía estuvo abierta a todas las personas.  Tomó su nombre de La pequeña Lulú, el personaje de tira cómica creado por Marjorie Henderson Buell en 1935, inspiradas en que en este cómic, Lulú a menudo intenta entrar en la casa club de los chicos, donde no se permite la entrada a las chicas.
Como organización, FoL se decidió a demostrar que las niñas y las mujeres efectivamente leían cómics, que había reticencia de la industria del cómic (editores y minoristas) a comercializar cómics entre las mujeres, y la falta de trabajo disponible para las creadoras de cómics.
La asociación comenzó a participar en la Comic-Con de San Diego y continuó durante muchos años en otras convenciones de cómics. Las actividades incluyeron reuniones con editores, minoristas y creadoras, y la realización de encuestas a lectoras. La organización también recaudó dinero mediante la venta de merchandising y, más tarde, de sus propias publicaciones. La artista Lee Marrs fue una participante habitual en la mesa de FoL en estos eventos.
Eligieron su primera junta directiva en el verano de 1995 en la Comic-Con de San Diego,  y continuaron haciéndolo durante este evento en los años. Publicaron un boletín llamado Lulu's Clubhouse, que distribuyó a sus miembros. Se formaron varios capítulos regionales, algunos de los cuales produjeron minicomics para promocionar la labor de la asociación. 
En 1997 se celebró en San José, la primera conferencia anual de Friends of Lulu, titulada Here to Save Comics, en conjunto con la Alternative Press Expo. Este mismo año, se entregaron por primera vez los Premios Lulu en la Comic-Con de San Diego. También se publicó How to Get Girls (Into Your Store), una guía para vendedores de cómics sobre cómo hacer que sus tiendas fueran más atractivas para las mujeres, editada por Deni Loubert y la ayuda de Diamond Comics Distribution con la distribución en las tiendas y proporcionando también anuncios gratuitos de página completa en su catálogo para minoristas. Se celebraron dos conferencias LuluCon más, en 1998, la LuluCon II: Comics: Reaching Out for the Future, en Newark; y, en 1999, la LuluCon III: Comics are Books, Too!, en Los Ángeles.
En 2000, Friends of Lulu recibió una subvención de la Fundación Xeric para autopublicar Friends of Lulu: Storytime. En 2003, la organización publicó una antología titulada Broad Appeal.
En la primavera de 2006, a raíz de las revelaciones de una agresión sexual ocurrida en una convención de cómics de 2005, la vicepresidenta, Ronée García Bourgeois, anunció la creación de un Fondo de Empoderamiento de las Mujeres de Friends of Lulu. El fondo tenía como objetivo dar a las víctimas de agresión o acoso sexual en el contexto de la industria del cómic la fuerza para defenderse tanto legalmente como físicamente. Sin embargo, las administradoras de la asociación consideraron que este fondo no había sido una buena estrategia y pronto fue abandonado, y se vieron obligadas a devolver todas las donaciones.
Tras el fracaso público del fondo de empoderamiento, en otoño de 2007, la presidencia de la organización estaba vacante. En septiembre de ese año, Valerie D'Orazio se ofreció como voluntaria para ocupar el puesto de presidenta de la junta directiva nacional. En verano de 2010, el futuro de la asociación era incierto, y D'Orazio anunció que dimitiría como presidenta a finales de ese año.  Así, en agosto, se restableció un Consejo de Administración provisional.
En junio de 2011, el Servicio de Impuestos Internos de los Estados Unidos (IRS) revocó la exención de impuestos de la organización como organización sin fines de lucro, por no presentar una declaración informativa anual durante tres años consecutivos.  Cesaron sus operaciones poco después.

## Presidentas
- 1995–1997: Jackie Estrada.
- 1997–1998: Laurel Carpenter.[30]
- 1998-2000: Jackie Estrada.[31]
- 2000–2001: Liz Schiller.[32]
- 2001–2002: Katie Merritt (propietaria de la tienda minorista Green Brain Comics).[33]
- c. 2005: Tasha Lowe.[34]
- 2006: Katie Merritt.[35]
- 2007: Shannon Crane.[19]
- 2007–2010: Valerie D'Orazio.[23]

## Publicaciones
- 1997 - How to Get Girls (Into Your Store).[7]
- 2001 - Friends of Lulu Presents: Storytime.[36]
- 2003 - Broad Appeal: An Anthology of Comics for Everyone, antología de cómics realizados por mujeres.[37]
- 2007 - The Girls' Guide to Guys' Stuff, antología sobre 50 mujeres caricaturistas incluidas Roberta Gregory, Abby Denson y Julia Wertz.[1][38]

## Premios Lulu
Los Premios Lulu fueron presentados anualmente en la Comic-Con de San Diego (1997 a 2007), el Festival MoCCA en la ciudad de Nueva York (2008 a 2009) y la Comic-Con de Long Beach (2010). Se otorgaba el trofeo Lulu del año por el trabajo de la autora en general, y a lo largo de los años, se entregaron premios adicionales como el Premio Kimberly Yale a la mejor nueva talento; el Premio voluntaria del año; el Premio mujeres distintivas; el Premio Leah Adezio al mejor trabajo apto para niños; Mejor personaje femenino; así como la incorporación al Salón de la Fama de las Mujeres Caricaturistas.

## Reconocimientos
En 2019, se llevó a cabo un panel conmemorativo de Friends of Lulu en la 50.ª Comic-Con de San Diego, en la que participaron Estrada, MacDonald, Marrs, Schiller, Robbins y Bennett en un panel que fue moderado por Alexa Dickman de Ladies Making Comics.